# Christia vespertilionis
Christia vespertilionis är en ärtväxtart som först beskrevs av Carl von Linné d.y., och fick sitt nu gällande namn av Reinier Cornelis Bakhuizen van den Brink. Christia vespertilionis ingår i släktet Christia och familjen ärtväxter. IUCN kategoriserar arten globalt som livskraftig.

## Underarter
Arten delas in i följande underarter:
- C. v. grandifolia
- C. v. vespertilionis

## Bildgalleri

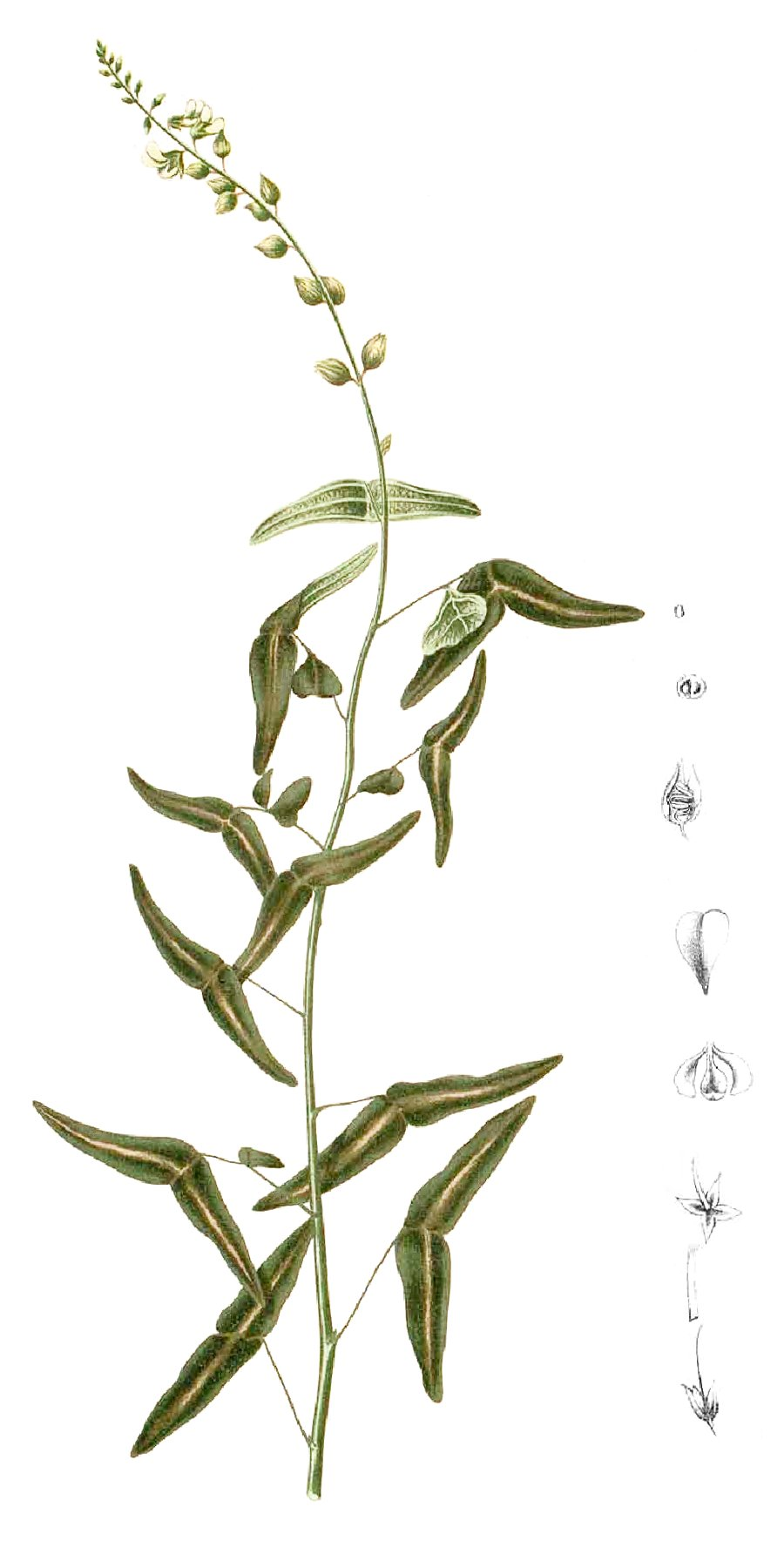
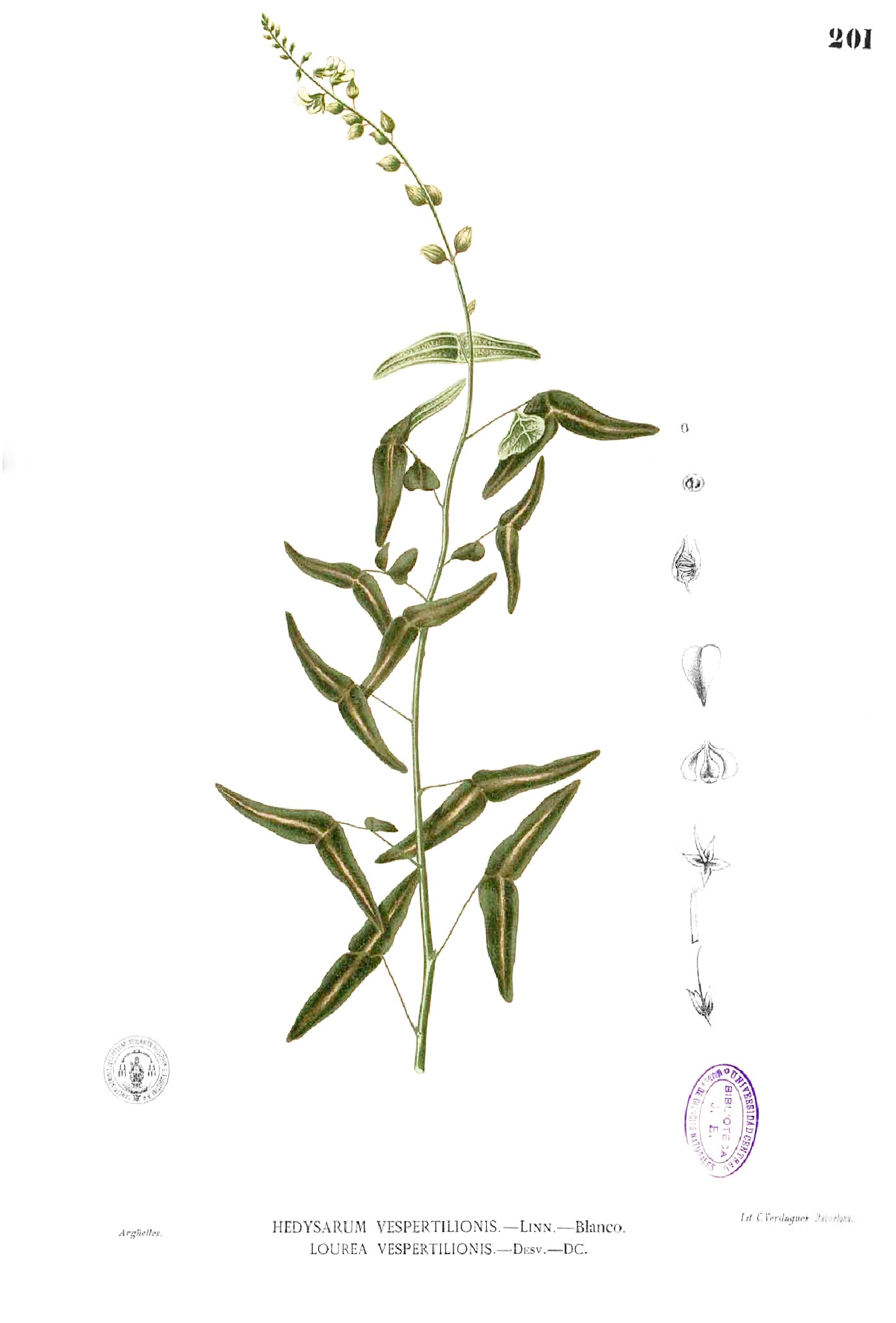
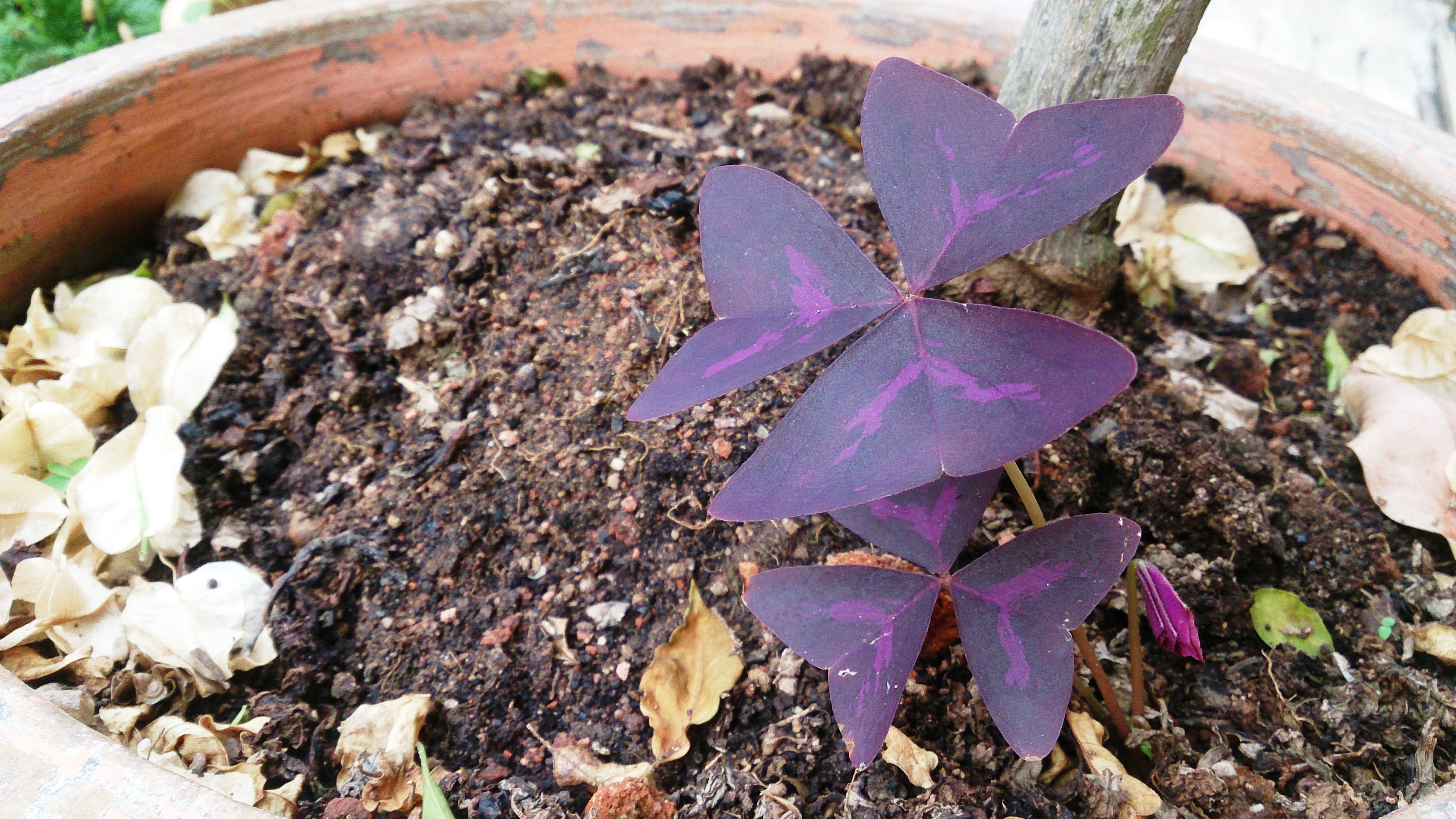